# Cemal Süreya
Cemal Süreya (1931 à Erzincan - 1990 à Istanbul) était un poète et écrivain turc d'origine kurde .
Diplômé de la Faculté des Sciences Politiques d'Ankara. Il fut le rédacteur en chef du magazine littéraire Papirus. L'amour, et, en particulier, sa partie érotique, est un thème récurrent de son œuvre littéraire qui comprend aussi des articles politiques. Les poèmes et les articles de Süreya ont été publiés dans les magazines Yeditepe, Yazko, Pazar Postası, Yeni Ulus, Oluşum, Türkiye Yazıları, Politika, Aydınlık, et Somut.

## Œuvre
Traduction française :
Cemal Süreya POÈMES
Choix et traduction par Tufan Orel et Anne-Sylvie Patier
Éditions L'Harmattan, 2015, 110 pages.

### Poésie
- Üvercinka (1958)
- Göçebe (1965)
- Beni Öp Sonra Doğur Beni (1973)
- Sevda Sözleri (Recueil de poèmes, 1984)
- Güz Bitiği (1988)
- Sıcak Nal (1988).

### Articles
- Şapkam Dolu Çiçekle (1976)
- Günübirlik (1982)
- 99 yüz (1990)
- Folklor Şiire Düşman (1992)
- Uzat Saçlarını Frigya (1992)
- Aritmetik iyi Kuşlar Pekiyi (1993, livre pour enfants).